# Liseberg

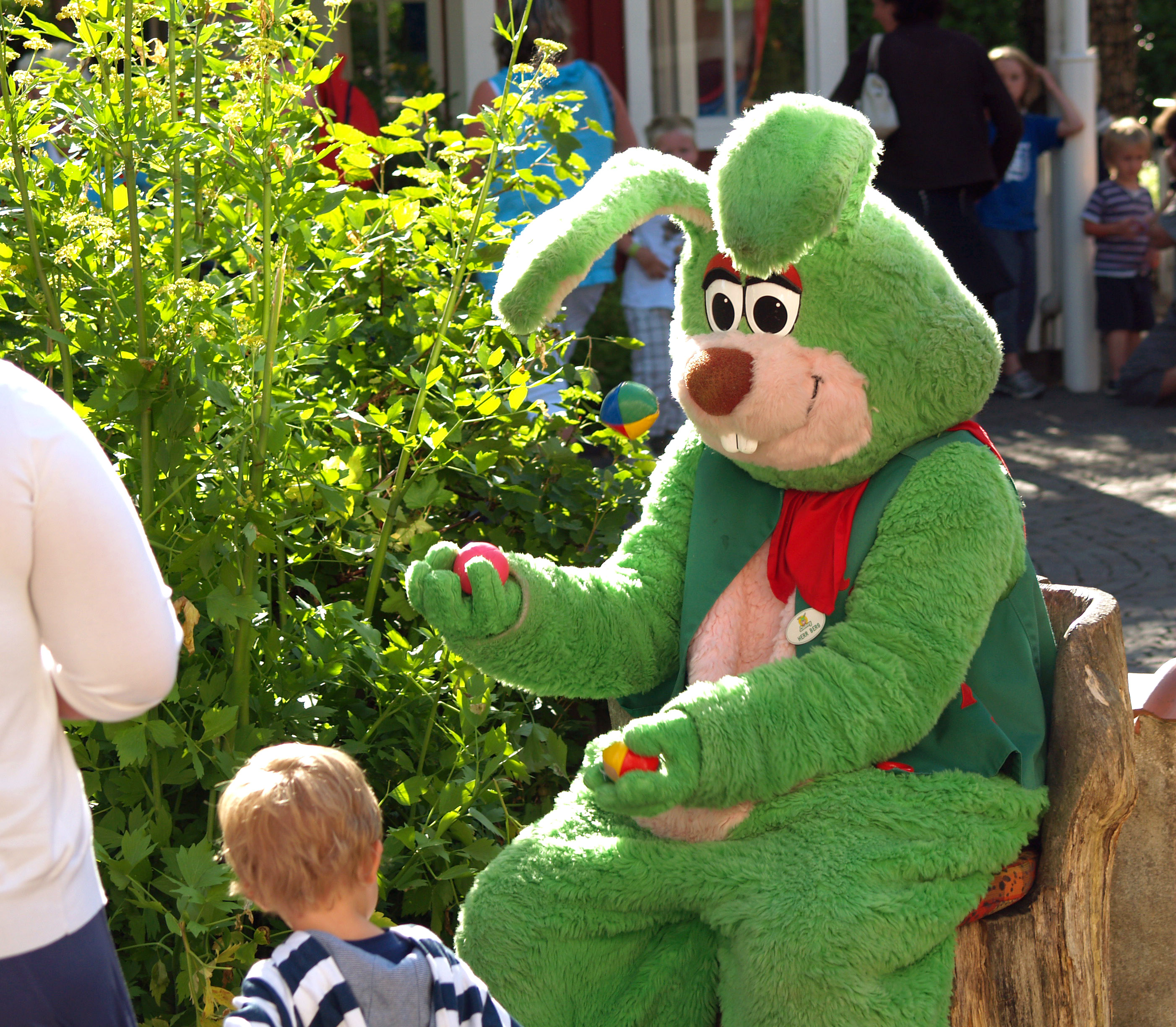
O coelho de Liseberg, símbolo do parque

Liseberg ( PRONÚNCIA) é o maior parque de diversões da Escandinávia.

Está situado em Gotemburgo, na Suécia.

Foi inaugurado em 1923, e é propriedade do Município de Gotemburgo.

Está aberto na época do verão, desde o fim de abril até meados de outubro, assim como na época do Natal, de meados de novembro até dezembro.

Recebe anualmente entre 2 e 3 milhões de visitantes.

Dispõe de um grande número de atrações, palcos de teatro, uma pista de dança, restaurantes, salas de jogos e de um jardim com flores e arbustos para descanso dos visitantes.

As maiores atrações são  a Lisebergsbanan (linha de Liseberg), o Flumeride (escorregador aquático para canoas), o Kållerado (rafting em botes circulares), o Balder (montanha russa em madeira) e o Canhão (montanha russa com looping).

O símbolo do parque é um coelho combinando as cores rosa e verde.

Além das atrações clássicas, Liseberg organiza inúmeros espetáculos artísticos para todas as idades.

## Galeria

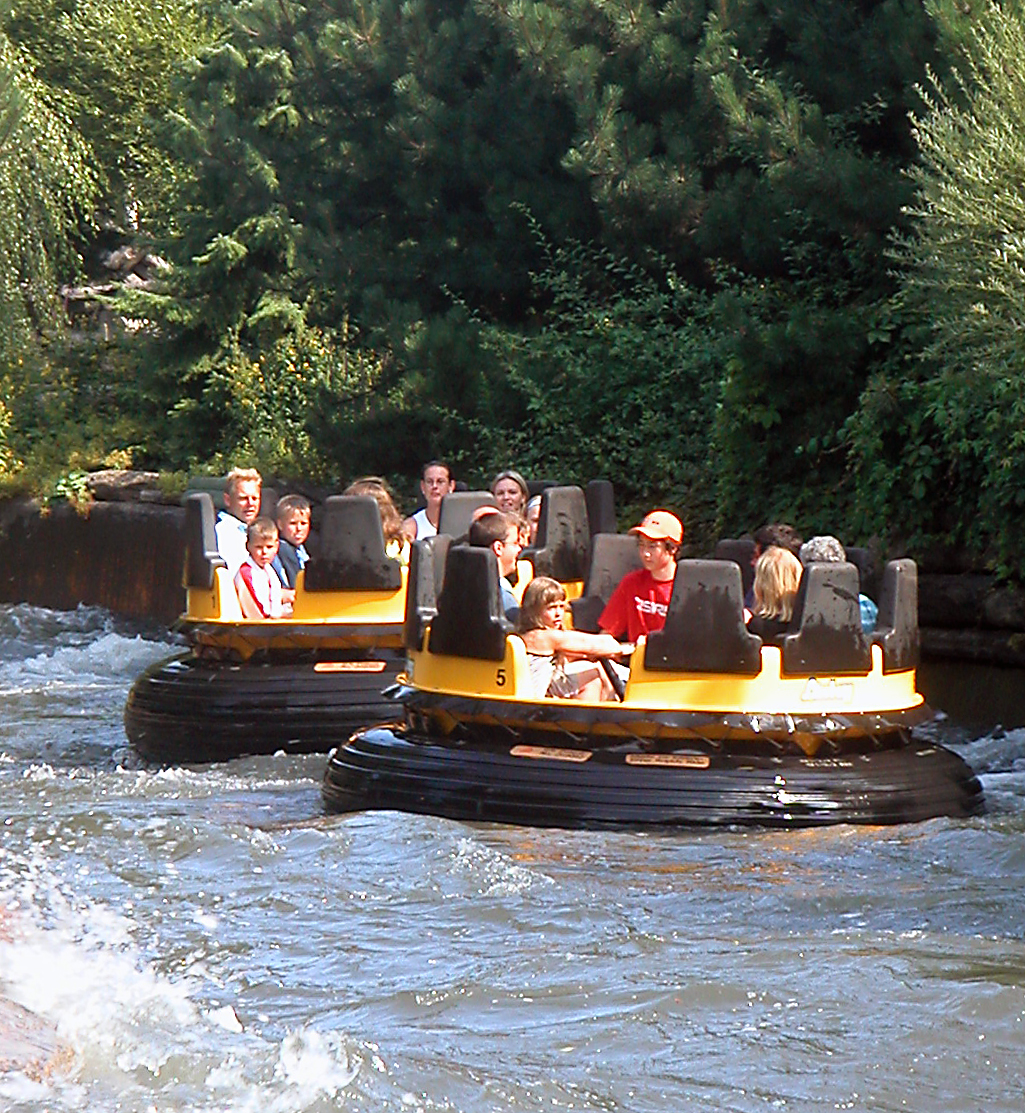
Kållerado
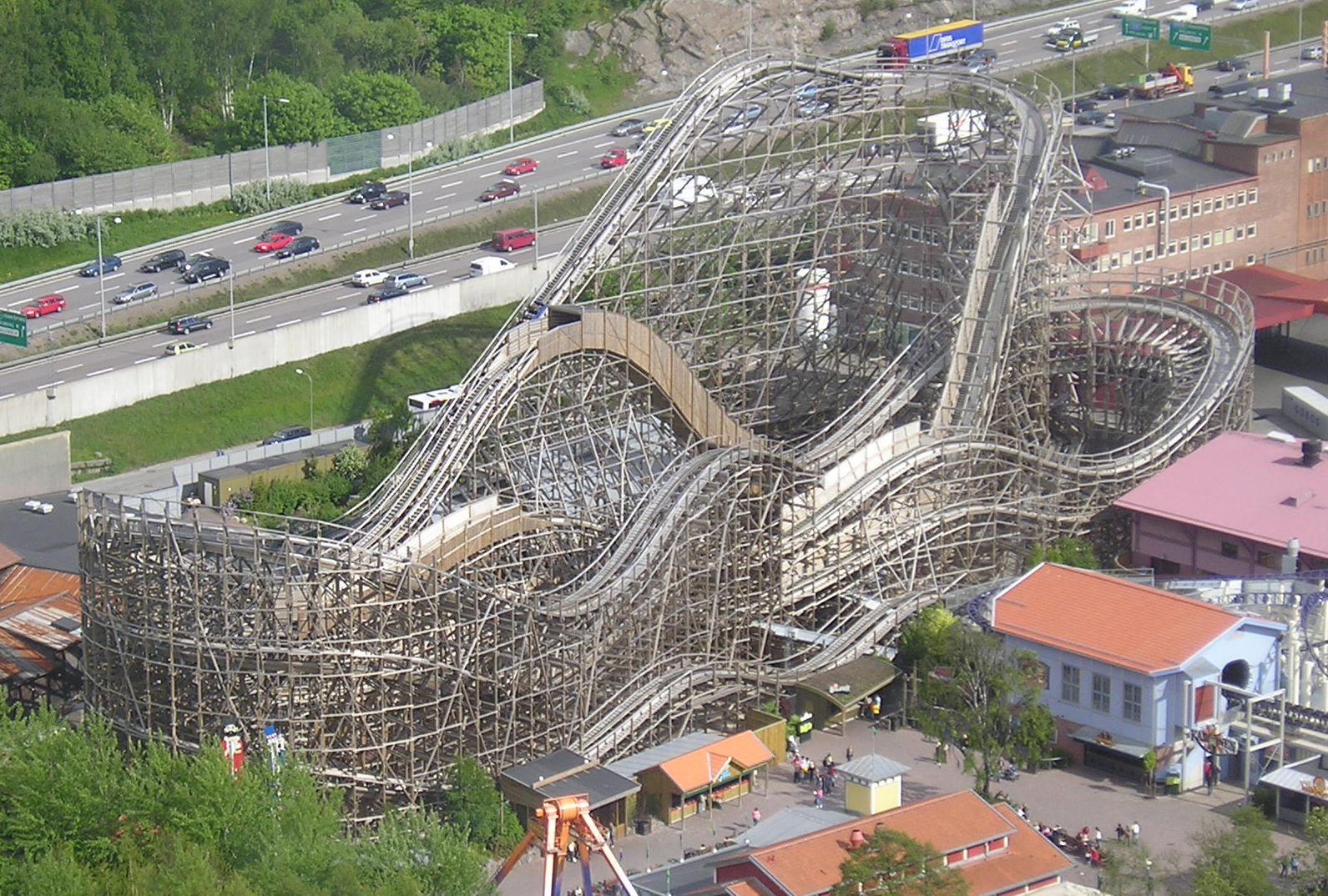
Balder, a montanha russa de madeira
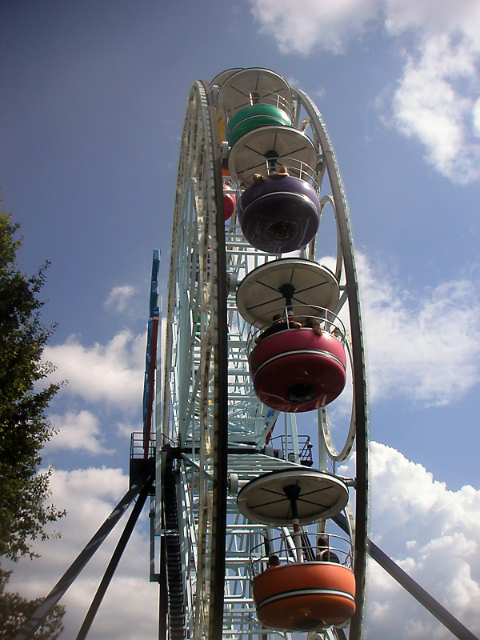
A Roda Gigante
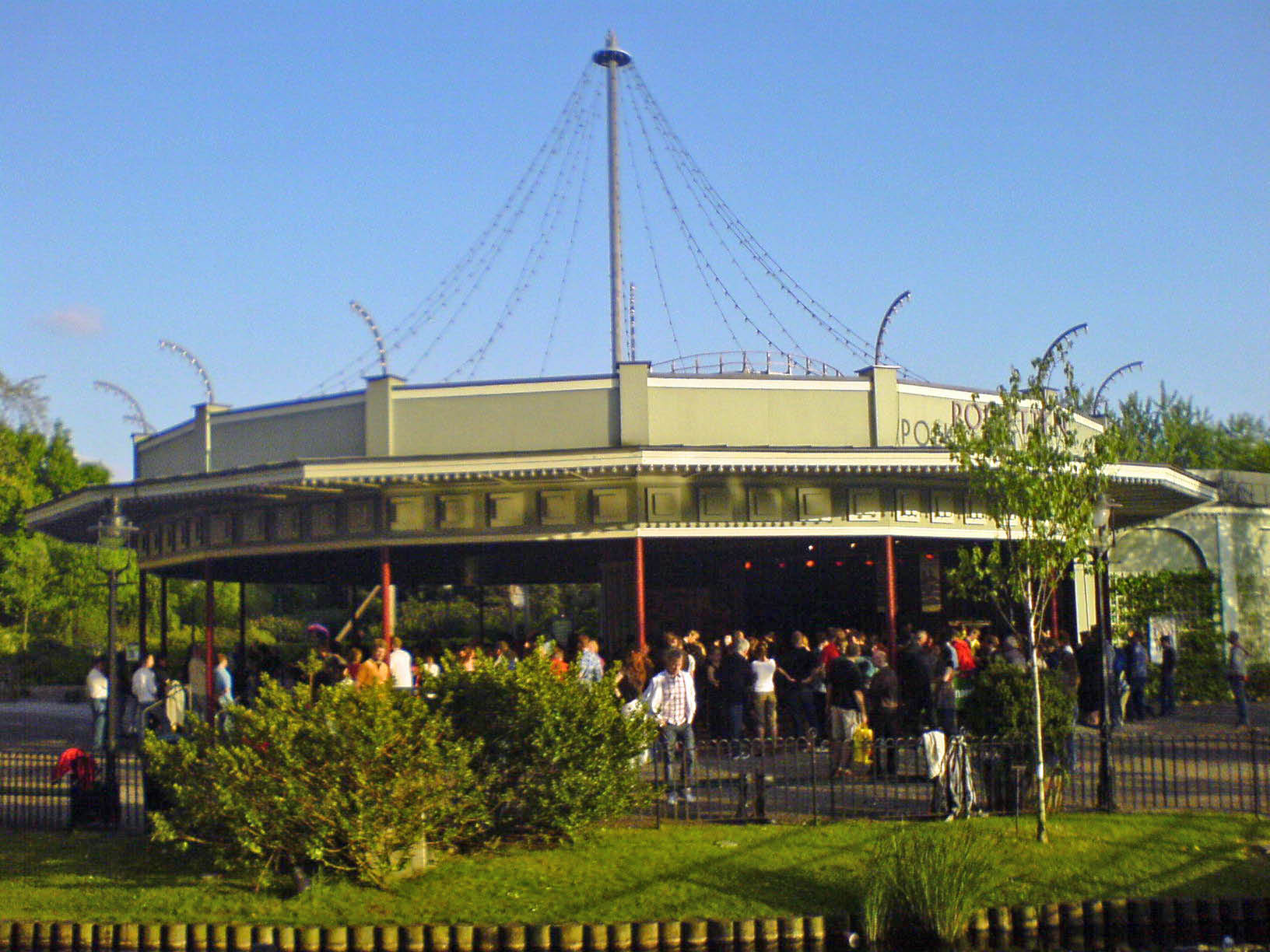
A Pista de Dança Polketten